# سازمان دموکراتیک زنان افغانستان
سازمان دموکراتیک زنان افغانستان از سازمان‌های توده‌ای زنان فعال در افغانستان بود که در جنبش زنان در افغانستان و حقوق زنان و نیز دموکراسی تلاش می‌کرد.
این سازمان در سال ۱۳۴۴ (نوامبر ۱۹۶۵ میلادی) توسط دکتر آناهیتا راتب زاد، ثریا پرلیکا، کبرا علی، حمیده شیرزی، مومنه بصیر و جمیله کشتمند در کابل بنیان گذاشته شد.
از فعالیت‌های این گروه می‌توان به برپایی تظاهرات‌هایی در جهت حقوق زنان اشاره کرد. برای اولین بار در افغانستان، زنان در تظاهرات مظاهره سه عقرب که توسط گروه‌های چپ‌گرا سازمان‌دهی شده بود، شرکت کردند. در سال ۱۳۴۷ (۱۹۶۸ میلادی) برخی از اعضای محافظه‌کار ولسی جرگه می‌خواستند قانونی برای منع تحصیل دختران افغان در خارج کشور به تصویب برسانند ولی با سازماندهی سازمان زنان، صدها دختر علیه این پیشنهاد تظاهرات کرده و آن را مغایر با قانون اساسی افغانستان و تساوی حقوق زن و مرد دانستند. در نتیجه، ولسی جرگه از این پیشنهاد صرف نظر کرد. در سال ۱۳۴۹ (۱۹۷۰ میلادی) اعضای جناح افراطی «جوانان مسلمان» علیه پوشیدن لباس کوتاه و شیک پوشی زنان، به پای دختران و زنانی که لباس کوتاه به تن داشتند، فیر کردند و گاه به روی بعضی آن‌ها با تیزاب اسید پاشی کردند. سازمان زنان بیش از ۵۰۰۰ زن و دختر در شهر کابل را سازمان‌دهی کرد و با تظاهراتی گسترده از حکومت وقت خواهان بازرسی و مجازات عاملان این کار شدند. حکومت نیز تعدادی از عاملان را دستگیر و زندانی کرد.
ساختار تشکیلاتی این سازمان دارای کنگره، شورای مرکزی، شورای اجراییه و شوراهای ولایتی و شهری بود. کنگره به عنوان عالیترین مقام، هر سه سال یک بار دایر می‌شد و اعضای شورای مرکزی از میان نمایندگان کنگره انتخاب می‌شدند. کمیتهٔ اجراییهٔ این سازمان کمیسیون‌های دایم داشت.
آناهیتا راتب زاد که علاوه بر عضویت در سازمان دموکراتیک زنان افغانستان، نماینده مردم کابل در پارلمان ۱۲ نیز بود در ایجاد شوراهای ولایتی زنان نقش مهمی داشت. شوراهای ولایتی زنان که از سازمان‌های زنان بسیار قدیمی در افغانستان و منطقه بود، در این زمان تأسیس شدند. این شوراها دارای ۱۶۵ هزار عضو در ۳۱ شورای ولایتی، ۲۵ شورای شهری، ۳۸ شورای ناحیوی، ۲۵ شورای ولسوالی و ۳۱۰۰ سازمان اولیه می‌باشد.